# Riu Sebeya

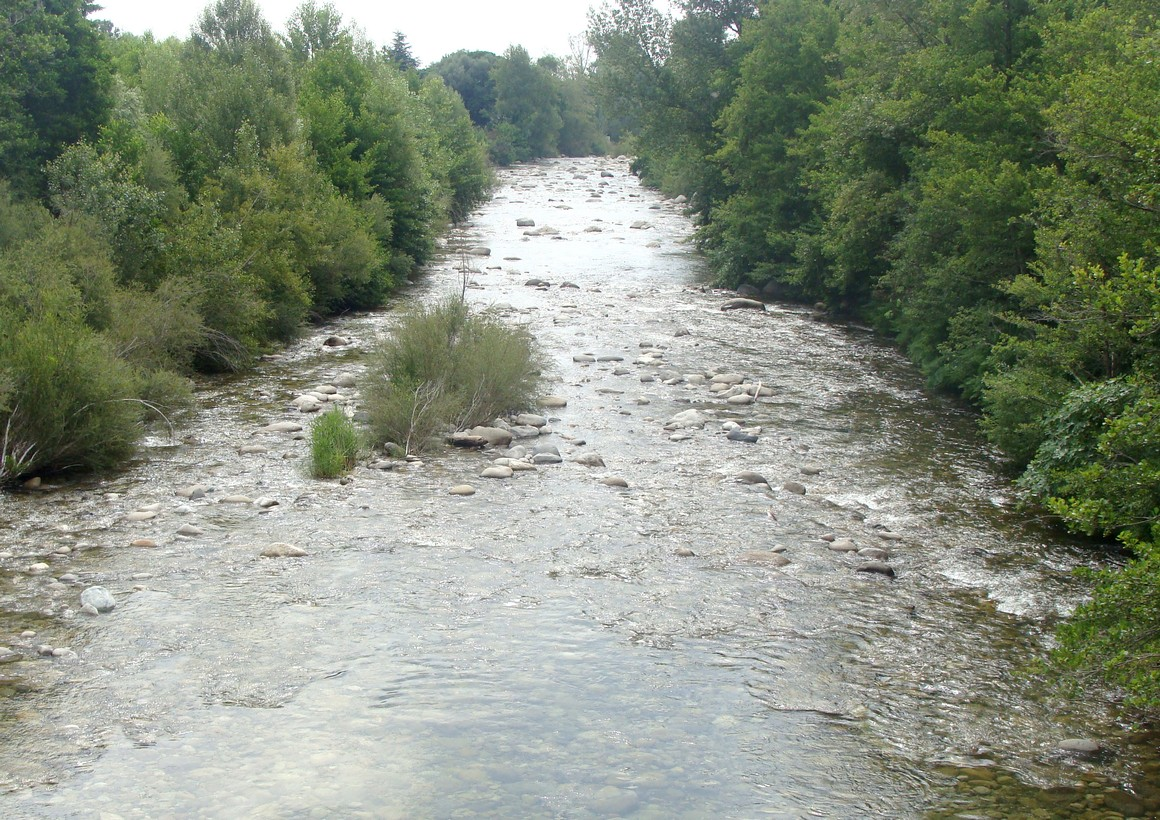
Riu Sebeya.

El riu Sebeya és un riu a la Província de l'Oest (Ruanda) que desemboca al llac Kivu just al sud de la ciutat de Gisenyi.

## Localització
El riu Sebeya neix a les muntanyes del districte de Rutsiro. La seva conca inclou 286 km² dels districtes de Rutsiro, Ngororero i Rubavu. Flueix més enllà de la missió de Nyungo, establerta en 1901 als marges del riu a uns 12 km amunt de Gisenyi.
Sota Rubavu el riu posseeix un sistema hidroelèctric que subministra electricitat a la ciutat de Gisenyi i a la cerveseria local.

## Operacions de mineria
Els belgues van començar la mineria al llarg del riu el 1962. Posteriorment, les operacions mineres van ser transferides a REDEMI i després al Desenvolupament de Recursos Naturals (NRD). Hi ha mineria il·legal.
El 2012, tota l'activitat minera al llarg del riu es va suspendre a causa del dany mediambiental.
Les empreses mineres es dedicaven principalment a l'extracció de volframi i coltan.
La seva activitat havia contaminat el riu, i en alguns casos el riu s'havia desviat.
La mineria allibera grans volums de sediment al riu, provocant l'alteració de l'equilibri natural.
Més de 300 empleats van perdre la feina durant la durada de la prohibició.
La suspensió va afectar vuit empreses i cooperatives mineres que havien estat violant les normes de protecció del medi ambient.

## Conservació
L'efecte de la desforestació ha provocat que el riu inundés les seves riberes en camps i carreteres durant les estacions de pluja i que no hi hagués prou flux d'aigua durant les estacions seques.
En febrer de 2010 es van anunciar plans pe expandir el bosc de Gishwati de 1.221 a 1.483 hectàrees, reforestant 262 hectàrees de terres de l'àrea de Kinyenkanda al districte de Rutsiro.
Prop de 150 famílies s'havien traslladat a aquesta zona i van desforestar terrenys als vessants escarpats per a l'agricultura a petita escala.
El resultat va ser una ràpida erosió, dipositant llim al riu Sebeya. Les famílies van ser reubicades.
Els esforços per protegir els bancs del riu a causa de l'erosió augmentant els nous arbres són disminuïts pels residents que deixen que el seu bestiar pasturi a prop dels bancs, i pels grangers que cultiven molt a la vora del riu.
En 2013 el govern el govern va prestar assistència a les famílies que es van traslladar a la zona de protecció del riu, que estava sent rehabilitat. 42 famílies van obtenir noves cases construïdes pel govern, i unes altres 86 van rebre materials de construcció.